# Andoni
Andoni ist ein männlicher Vorname.

## Herkunft und Bedeutung
Andoni ist die baskische Form des römischen Familiennamens Antonius, der seinerseits von unbekannter etruskischer Herkunft ist.

## Namensträger

### Vorname
- Andoni Aranaga (* 1979), spanischer Radrennfahrer
- Joseba Andoni Etxeberria (* 1977), spanischer Fußballspieler
- Andoni Goikoetxea Olaskoaga (* 1956), spanischer Fußballspieler und -trainer
- Jon Andoni Goikoetxea (* 1965), spanischer Fußballspieler und -trainer
- Andoni Iraola (* 1982), spanischer Fußballspieler
- Andoni Lafuente (* 1985), spanischer Radrennfahrer
- Andoni Zubizarreta (* 1961), spanischer Fußballspieler und Sportdirektor

### Familienname
- Foto Andoni (* 1946), albanischer Fußballspieler
- Ghassan Andoni (* 1956), palästinensischer Physiker und Friedensaktivist

## Sonstiges
- Andoni (Nigeria), eine Local Government Area im nigerianischen Bundesstaat Rivers
- Andoni (Volksgruppe), eine Volksgruppe in Nigeria